# Castell de Mur
Castell de Mur – gmina w Hiszpanii, w prowincji Lleida, w Katalonii, o powierzchni 63 km². W 2011 roku gmina liczyła 173 mieszkańców.